# Plumularia canariensis
Plumularia canariensis är en nässeldjursart som beskrevs av Izquierdo, García-Corrales och Bacallado 1986. Plumularia canariensis ingår i släktet Plumularia och familjen Plumulariidae. Inga underarter finns listade i Catalogue of Life.